# Хоффенхайм
Хоффенхайм (нем. Hoffenheim) — деревня в районе Рейн-Неккар (земля Баден-Вюртемберг), подчинённая городу Зинсхайм. Население 3272 человека (на март 2011 года). 

## История
Упоминается с 773 года в германских источниках как Ховахайм (нем. Hovaheim). Подчинение Зинсхайму и статус деревни присвоены 1 июля 1972.
Известна благодаря футбольной команде «Хоффенхайм», выступающей в чемпионате Германии по футболу (хотя проводит игры на стадионе в Зинсхайме).